# Майкл Д. Кон
Майкл Д. Кон (народився 28 грудня 1954 року в Плейнфілді, Нью-Джерсі) є партнером-засновником юридичної фірми Kohn, Kohn & Colapinto у Вашингтоні, округ Колумбія, де він спеціалізується на захисті прав викривачів.

## Біографія
Випускник Ратґерського університету (бакалавр біології), здобув ступінь доктора права в Антіохійській школі права (David A. Clarke School of Law). Після закінчення Антіохійського університету працював директором з правової етики в Проєкті підзвітності уряду. У 1988 році разом зі своїм братом Стівеном Кон заснував юридичну фірму, відому зараз як "Кон, Кон і Колапінто" (англ. Kohn, Kohn & Colapinto).
Спочатку фірма займалася захистом викривачів у сфері ядерної енергетики, хоча фірма надає послуги викривачам і в інших галузях. Найвідомішим клієнтом Kohn, Kohn & Colapinto була Лінда Тріпп.
Кон є президентом і головним юрисконсультом Національного центру викривачів та довіреною особою Національного фонду правового захисту та освіти викривачів.

## Публікації
- Кон, Стівен М.; Кон, Майкл Д.; Колапінто, Девід К. (2004). Закон про викривачів: Посібник з правового захисту корпоративних працівників (англ. Whistleblower Law: A Guide to Legal Protections for Corporate Employees). Praeger. OCLC 939102743.
- Кон, Стівен М.; Кон, Майкл Д. (1988). Посібник юриста з трудового права про права та обов'язки працівників-викривачів (англ. The labor lawyer's guide to the rights and responsibilities of employee whistleblowers). Quorum Books. ISBN 978-0-89930-207-2. OCLC 246530581.